# Децим
Децим, десім (фр. decime) — мідна монета часів Французької революції, випущена в 1794 році.
Автор монети — Карл Віланд, женевський медальєр і гравер. Коли в 1803 році була запроваджена система франка, деньє відповідав колишньому дециму і дорівнював 1 / 10 франка.
Децим був випущений в 1838 році для Монако. У 1801 році був випущений литий децим для Сан-Домінго.

## Галерея

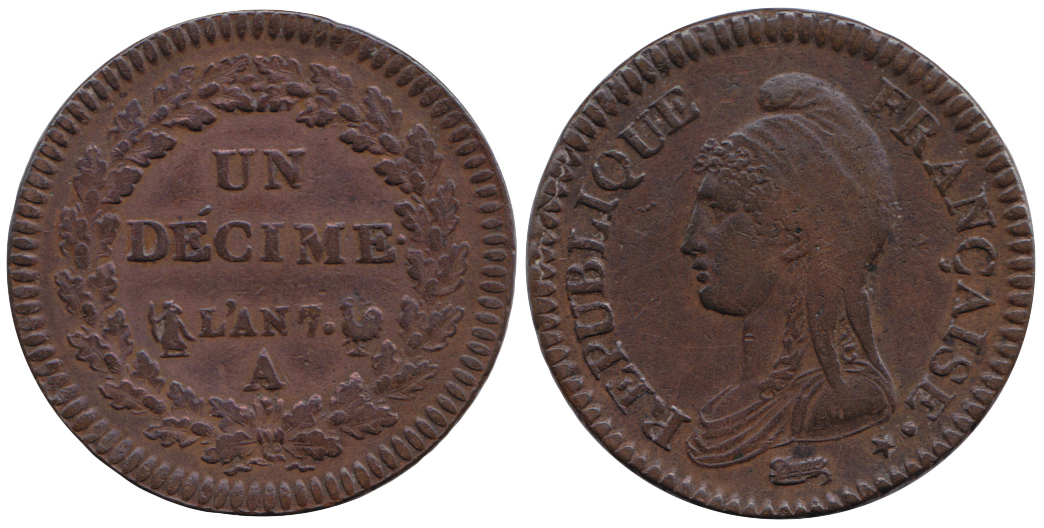
1 десiм 1798-1799 року (L'AN 7), Перша Французька республіка
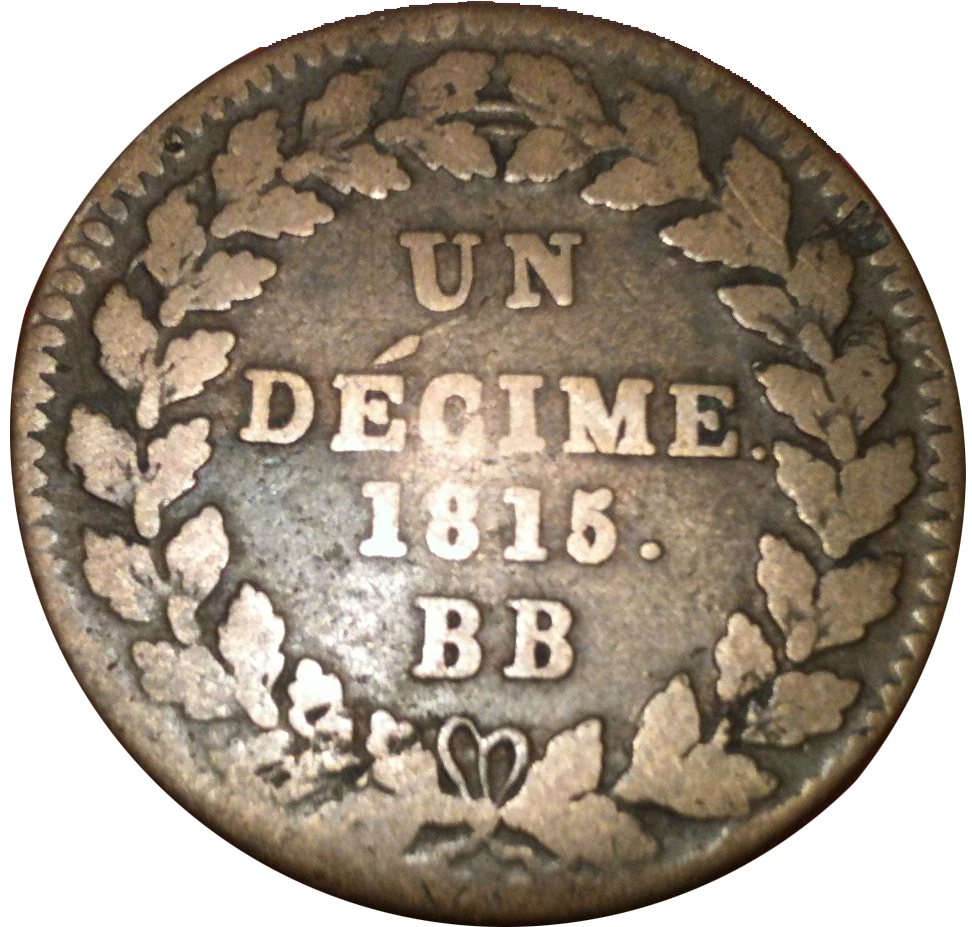
Реверс десіма 1815, Франція
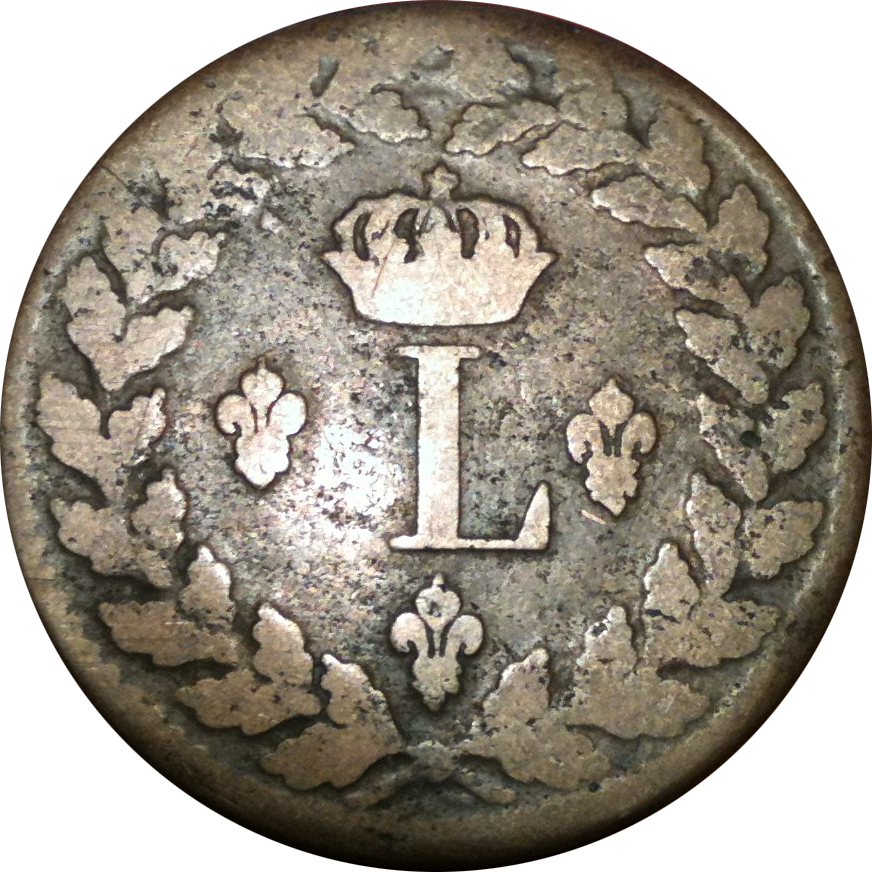
Аверс десіма 1815, Франція
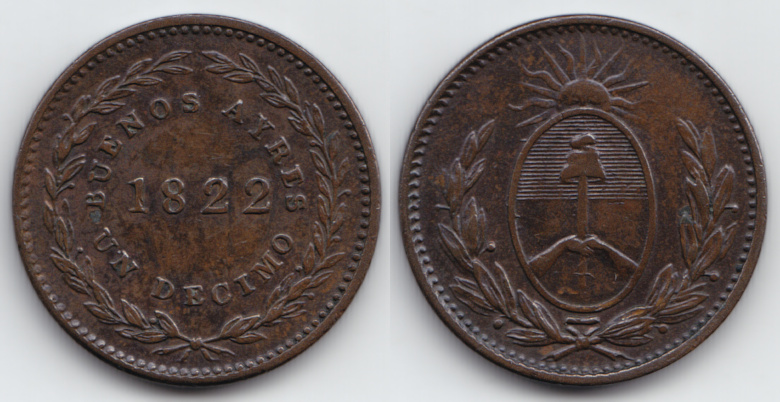
Монета 1 десімо аргентинської провінції Буенос-Айрес, 1822

## Джерело
- 3варич В. В. Нумізматичний словник. — Львів: «Вища школа», 1978, 338 с.